# Óscar Miguel Castillo
Oscar Castillo (Cartagena, Colombia, 13 de enero de 1987) es un futbolista profesional colombiano. Se desempeña en el terreno de juego como mediocampista ofensivo y su equipo actual es el Club Barcelona Atlético de la Liga Dominicana de Fútbol.

## Clubes
| Club                 | País                 | Año             |
| -------------------- | -------------------- | --------------- |
| Expreso Rojo         | Colombia             | 2006 - 2007     |
| Real Cartagena       | Colombia             | 2007 - 2011     |
| Cúcuta Deportivo     | Colombia             | 2011 - 2012     |
| Real Cartagena       | Colombia             | 2012 - 2013     |
| Atlético Bucaramanga | Colombia             | 2013 - 2014     |
| Deportivo Pereira    | Colombia             | 2014 - 2015     |
| El Vigía             | Venezuela            | 2015 - 2016     |
| Barcelona Atlético   | República Dominicana | 2017 - Retirado |

## Palmarés

### Campeonatos nacionales
| Título    | Club           | País     | Año  |
| --------- | -------------- | -------- | ---- |
| Primera B | Real Cartagena | Colombia | 2008 |